# Пашня (Пермский район)
Пашня — деревня в Пермском районе Пермского края. Входит в состав Юго-Камского сельского поселения.

## Географическое положение
Расположена на берегах реки Фотинка, примерно в 5,5 км к юго-западу от административного центра поселения, посёлка Юго-Камский.

## Население
| 2010 |
| ---- |
| 51   |

## Улицы[2]
- 1-й пер.
- 2-й пер.
- 3-й пер.
- Берёзовая ул.
- Еловая ул.
- Камская ул.
- Ключевая ул.
- Лесная ул.
- Родная ул.
- Свердлова ул.
- Солнечная ул.
- Степная ул.
- Урожайная ул.
- Фотинская ул.
- Цветочная ул.

## Топографические карты
- Лист карты O-40-76 Юго-камский. Масштаб: 1 : 100 000. Состояние местности на 1983 год. Издание 1984 г.